# Tavriiske, Orihiv
Tavriiske (în ucraineană Таврійське) este localitatea de reședință a comunei Kirove din raionul Orihiv, regiunea Zaporijjea, Ucraina.

## Demografie
Componența lingvistică a localității Tavriiske
     Ucraineană (92,3%)
     Rusă (6,92%)
     Alte limbi (0,18%)
Conform recensământului din 2001, majoritatea populației localității Tavriiske era vorbitoare de ucraineană (92,3%), existând în minoritate și vorbitori de rusă (6,92%).